# Maika Monroe

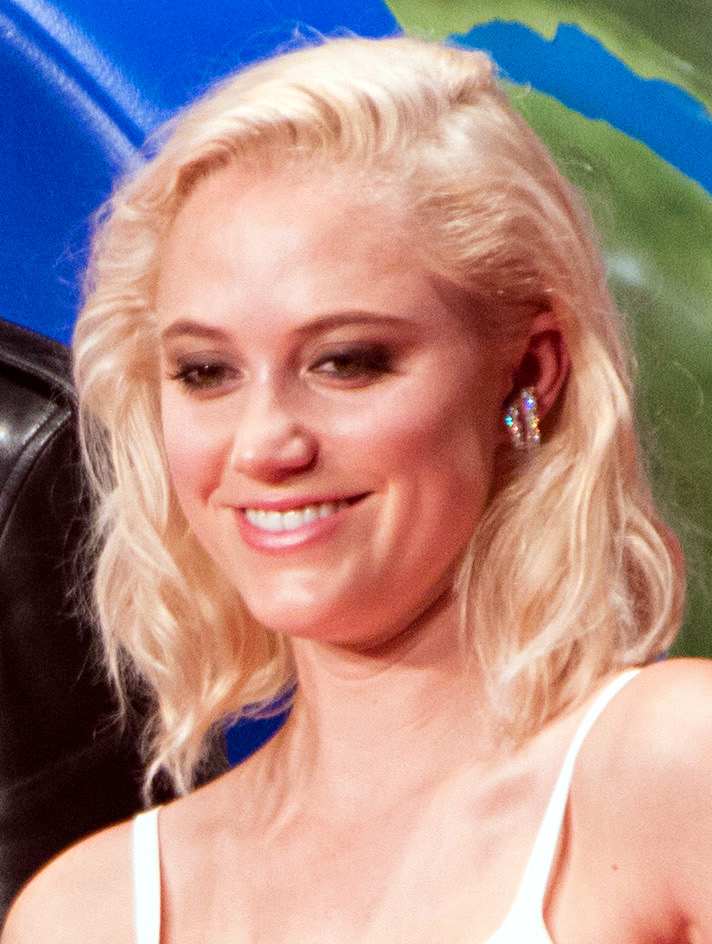
Monroe während der Premiere von Independence Day: Wiederkehr im Juni 2016 in Japan

Maika Dillon Monroe (* 29. Mai 1993 in Santa Barbara, Kalifornien, als Dillon Monroe Buckley) ist eine US-amerikanische Schauspielerin.

## Leben
Maika Monroe wurde als Dillon Monroe Buckley im kalifornischen Santa Barbara als Tochter der Gebärdendolmetscherin Dixie und des Bauarbeiters Jack Buckley geboren. Später änderte sie jedoch ihren Vornamen in „Maika“, da sie mit diesem allgemein öffentlich bekannt ist. Im Alter von 13 Jahren begann Monroe mit dem Kitesurfen, weil ihr Vater zudem Kiteboarder war.
Monroe gab ihr Schauspieldebüt im Jahr 2009 in einer Episode der US-amerikanischen CBS-Fernsehserie Eleventh Hour – Einsatz in letzter Sekunde. Im Alter von 17 Jahren verließ sie Santa Barbara und ging in die Dominikanische Republik nach Cabarete, um sich dem professionellen Kitesurfen zu widmen.
Nach der Rückkehr in die Vereinigten Staaten wandte sich Monroe erneut der Schauspielerei zu und war 2012 unter anderem im Thriller Um jeden Preis – At Any Price mit Dennis Quaid zu sehen. Danach folgten im selben Jahr weitere Auftritte in den Filmen Bad Blood und Flying Monkeys sowie 2013 in den Filmen The Bling Ring mit Emma Watson und Labor Day mit Kate Winslet. Des Weiteren war sie 2014 im Action-Thriller The Guest sowie im Horrorfilm It Follows zu sehen, der seine Premiere bei den Internationalen Filmfestspielen von Cannes feierte und 2015 in den Kinos veröffentlicht wurde. Weiterhin übernahm sie eine Rolle im Film Echoes of War, der im April 2015 beim Dallas International Film Festival gezeigt worden ist.
Im April 2015 wurde bekannt, dass Monroe die Rolle der Patricia Whitmore in Roland Emmerichs Film Independence Day: Wiederkehr übernommen hat, welche in Independence Day von Mae Whitman als kleine Tochter von Präsident Thomas J. Whitmore verkörpert wurde. Der Film kam im Juli 2016 in die deutschen Kinos. 2017 spielte Monroe eine Rolle in The Secret Man als Tochter Joan von Liam Neesons Filmfigur Mark Felt.
2018 ist sie unter anderem neben Chloë Grace Moretz in Neil Jordans Greta und im Netflix-Science-Fiction-Film Tau mit Gary Oldman und Ed Skrein zu sehen. Darüber hinaus stand sie an der Seite von Bill Skarsgård für den Thriller Villains sowie mit Shia LaBeouf für das Drama Honey Boy vor der Kamera. Weitere Filmprojekte sind die in Produktion befindlichen Thriller Stockholm und The Education of Fredrick Fitzell mit Dylan O’Brien.

## Filmografie (Auswahl)
- 2009: Eleventh Hour – Einsatz in letzter Sekunde (Eleventh Hour, Fernsehserie, Episode 1x18)
- 2011: The Darkness is Close Behind (Kurzfilm)
- 2012: Um jeden Preis – At Any Price (At Any Price)
- 2012: Bad Blood
- 2013: Flying Monkeys (Fernsehfilm)
- 2013: The Bling Ring
- 2013: Labor Day
- 2014: The Guest
- 2014: It Follows
- 2015: Echoes of War
- 2015: Burned (Kurzfilm)
- 2016: Die 5. Welle (The 5th Wave)
- 2016: Independence Day: Wiederkehr (Independence Day: Resurgence)
- 2017: Bokeh
- 2017: Hot Summer Nights
- 2017: The Scent of Rain & Lightning
- 2017: The Secret Man (Mark Felt: The Man Who Brought Down the White House)
- 2017: I’m Not Here
- 2017: The Tribes of Palos Verdes
- 2018: After Everything (Shotgun)
- 2018: Tau
- 2018: Greta
- 2019: Honey Boy
- 2019: Villains
- 2020: Brothers by Blood
- 2020: Flashback
- 2020: The Stranger (Fernsehserie, 13 Episoden)
- 2020: JJ Villard’s Fairy Tales (Episode 1x06, Stimme von Snow White)
- 2022: Watcher
- 2022: Das Andere (Significant Other)
- 2023: God Is a Bullet
- 2024: Longlegs
- 2025: In Cold Light